# Álvaro Santos Pereira

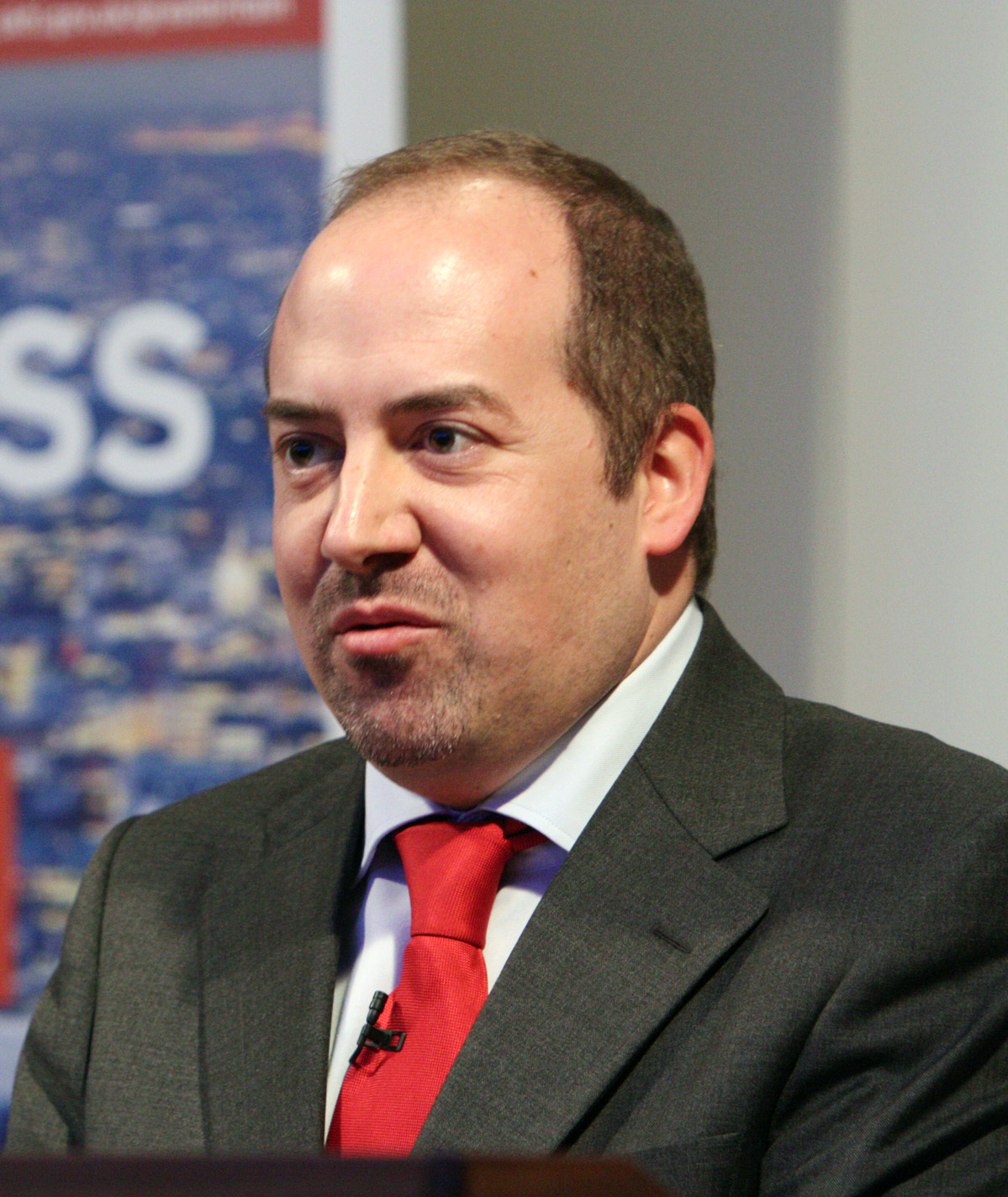
Álvaro Santos Pereira (2013)

Álvaro dos Santos Pereira (* 7. Januar 1972 in Viseu) ist ein portugiesischer Ökonom, Journalist, Romanautor und Politiker. Vom 21. Juni 2011 bis zum 24. Juli 2013 leitete er das portugiesische Ministerium für Wirtschaft und Arbeit als Teil des Kabinetts Passos Coelho.

## Leben
Alvaro Santos Pereira wurde am 7. Januar 1972 in nordportugiesischen Viseu geboren. Sein Studium der Wirtschaftswissenschaften begann er an der Universität Coimbra, das er 1995 mit der in Portugal üblichen Lizenziatur (licenciatura) abschloss, seinen Master machte er an der University of Exeter im Jahre 1996 bei Mark Blaug. Daraufhin promovierte Santos Pereira bis 2003 ebenfalls in Wirtschaftswissenschaften an der kanadischen Simon Fraser University, sein Doktorvater war Richard Lipsey.
Nach seinem Studium arbeitete er zunächst an der Simon Fraser University, dann zwischen 2000 und 2004 an der University of British Columbia. Zwischen 2004 und 2007 arbeitete Santos Pereira an der University of York, wo er im Bereich der Europäischen Wirtschaftswissenschaften dozierte. Nach seiner Zeit in York kehrte er bis 2011 wieder an die Simon Fraser University zurück.
Neben seiner akademischen Karriere betätigte sich Santos Pereira auch im journalistischen Bereich. Er schrieb für verschiedenste portugiesische Zeitungen, unter anderem als Kolumnist für Público (2008 bis 2011), Diário de Notícias (2005–2006) und Diário Económico (2000–2005). Des Weiteren schrieb auch für die Zeitungen Exame, Expresso und Jornal de Notícias. Zudem veröffentlichte Santos Pereira einen Roman und betrieb bis 2011 einen Blog namens „Desmitos“, außerdem beteiligte er sich beim Blog „The Portuguese Economy“.

## Politik
Am 17. Juni 2011 schlug der zuvor in der Parlamentswahl siegreiche Pedro Passos Coelho Álvaro Santos Pereira als einen von vier parteilosen Ministern für sein Kabinett vor. Staatspräsident Cavaco Silva ernannte ihn daraufhin am 21. Juni 2011 zum Minister für Arbeit, Wirtschaft, Verkehr, Öffentliche Bauten und Kommunikation. Das Ministerium gilt als ungewöhnlich groß, unter der letzten Regierung von José Sócrates waren die Aufgaben noch auf drei Ministerien verteilt.
Erstes Aufsehen erregte Santos Pereira bereits indem er wünschte nicht den traditionellen portugiesischen Formalismus nach „senhor Ministro“ (Herr Minister) genannt zu werden, sondern einfach bei seinem Vornamen Álvaro.
Aufgrund der desolaten Haushaltslage Portugals bestand die Politik Santos Pereiras vor allem in Ausgabenkürzungen im Verkehrs- und Baubereich sowie im Versuch die portugiesischen Exporte anzukurbeln. Aufgrund der externen Hilfe für das Land wurden die Kompetenzen des Ministeriums stark beschnitten. Zunächst gingen die Kompetenzen für die strategische Planung der Verwendung der europäischen Gelder (Quadro de Referência Estratégico Nacional) an das Finanzministerium unter Vítor Gaspar, die Außenwirtschaftsförderung an das Außenministerium unter Paulo Portas, die Aufgaben zur Bekämpfung der Jugendarbeitslosigkeit gingen an das Ministerium für Parlamentsangelegenheiten unter Miguel Relvas. Als im Juli 2013 einige Ressorts innerhalb des Kabinetts Passos Coelho neu besetzt wurden, verlor Santos Pereira sein Regierungsamt. António Pires de Lima, sein Nachfolger im Amt des Wirtschaftsministers, war einer der größten Kritiker seiner Politik. Das Arbeitsressort übernahm Pedro Mota Soares, der Minister für Solidarität und soziale Sicherheit.

## Werke

### Belletristik
- Diário de um Deus Criacionista (2007), Lissabon, Guerra e Paz Editores

### Fachliteratur
- Os Mitos da Economia Portuguesa (2007), Lissabon, Guerra e Paz Editores
- O Medo do Insucesso Nacional (2009), Lissabon, Esfera dos Livros
- Portugal na Hora da Verdade (2011), Lissabon, Gradiva Editores

### Paper
- On the feasibility of a Marshall Plan for the Arab Countries, (2001)
- Two Views of Economic Development (2003)
- Dollarization or a North American Common Market in Britain and Canada and their Large Neighboring Monetary Unions (2006)
- Economic Reforms and Peacebuilding Success: Lessons from Post-Conflict Mozambique, (2008)
- Chasing Mosquitos: An Exploration of the Relationship between Poverty, Economic Growth and the Elimination of Malaria in Southern Europe in the Twentieth Century, (2008; gemeinsam mit Sue Bowden und Domna Michailidou)
- Localized or Generalized Growth?: Revisiting the Industrial Revolution, (2009)
- The Opportunity of a Disaster: The Economic Impact of the 1755 Lisbon Earthquake, (2009)